# 탄도미사일 잠수함

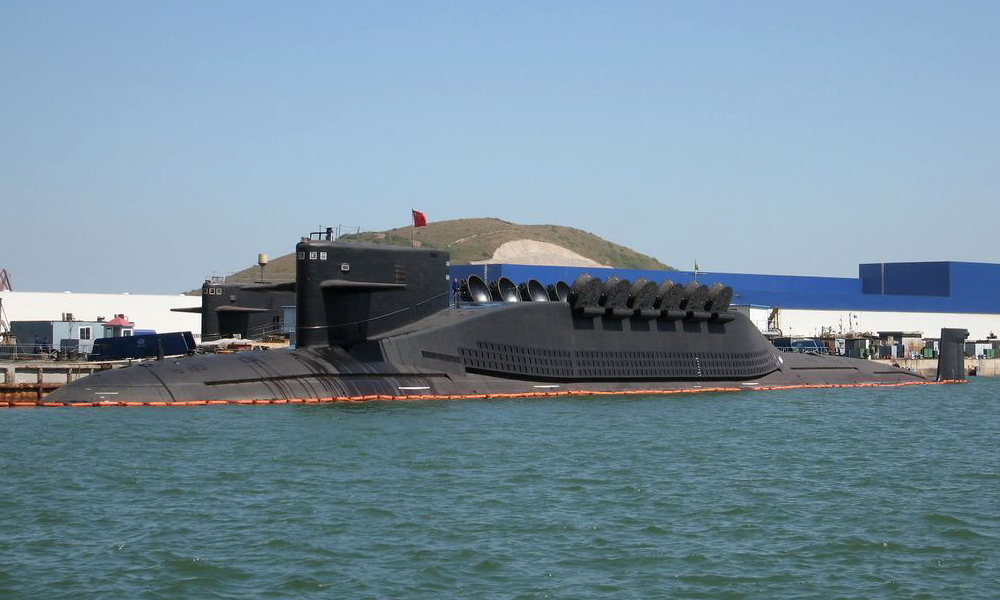
094형 잠수함

탄도유도탄 잠수함(ballistic missile submarine, SSBN)은 탄도 미사일 (잠수함 발사 탄도 미사일)을 발사할 수 있는 잠수함이다. 미국과 영국에서는 SSBN이라고도 부르는데, 이는 전략 핵탄도 미사일 잠수함을 의미하는 미국 해군의 잠수함 식별부호이다. (여기서 SS는 잠수함을, B는 탄도 미사일을, N은 원자력 추진을 말한다.) 잠수함 발사용 핵 탄도 미사일(SLBM)을 장착한 잠수함이다. 전략원잠이라고도 부른다.

## 설명
SSBN은 러시아의 R-29나 미국의 트라이던트 미사일을 장착해야 하기 때문에, 다른 잠수함들 보다 크다. 옛날 모델들은 반드시 수면으로 부상한 다음에야 미사일 발사가 가능했으나, 오늘날에는 보통 용골 깊이인 수중 50 m 정도에서 잠수한 상태로 미사일을 발사할 수 있다.
프랑스는 영국과 동일하게 배수량 12000톤급 트리옹팡급 잠수함(SSBN) 4척을 사용중이다. 프랑스에는 이 4척의 잠수함이 유일한 핵무기 공격수단이다. 공군과 육군에는 핵미사일이 없다. 트리옹팡(94년), 테메레르(98년), 비질런트(03년), 테러블(08년)이 진수되었다. 2척은 언제든지 원하는 때에 순찰 임무를 수행할 수 있도록 한다.
디젤 추진 탄도유도탄 잠수함은 대한민국과 조선민주주의인민공화국이 보유 중으로, 조선민주주의인민공화국의 신포급 잠수함, 조선민주주의인민공화국 3천톤급 잠수함과 대한민국의 도산 안창호급 잠수함이 있다. 다만 2021년 이후 이 잠수함들 중 누가 최초로 탄도미사일 발사 기술을 보유하였는지는 대한민국과 조선민주주의인민공화국 양측 사이에서 논쟁이 있다. 대한민국은 2021년 도산 안창호급에서 발사한 현무 4-4 미사일이 최초라고 주장하고 있으며, 조선민주주의인민공화국은 2016년에 자신들이 발사한 북극성 1호 미사일이 최초라고 주장하고 있다.

## 사용중인 잠수함

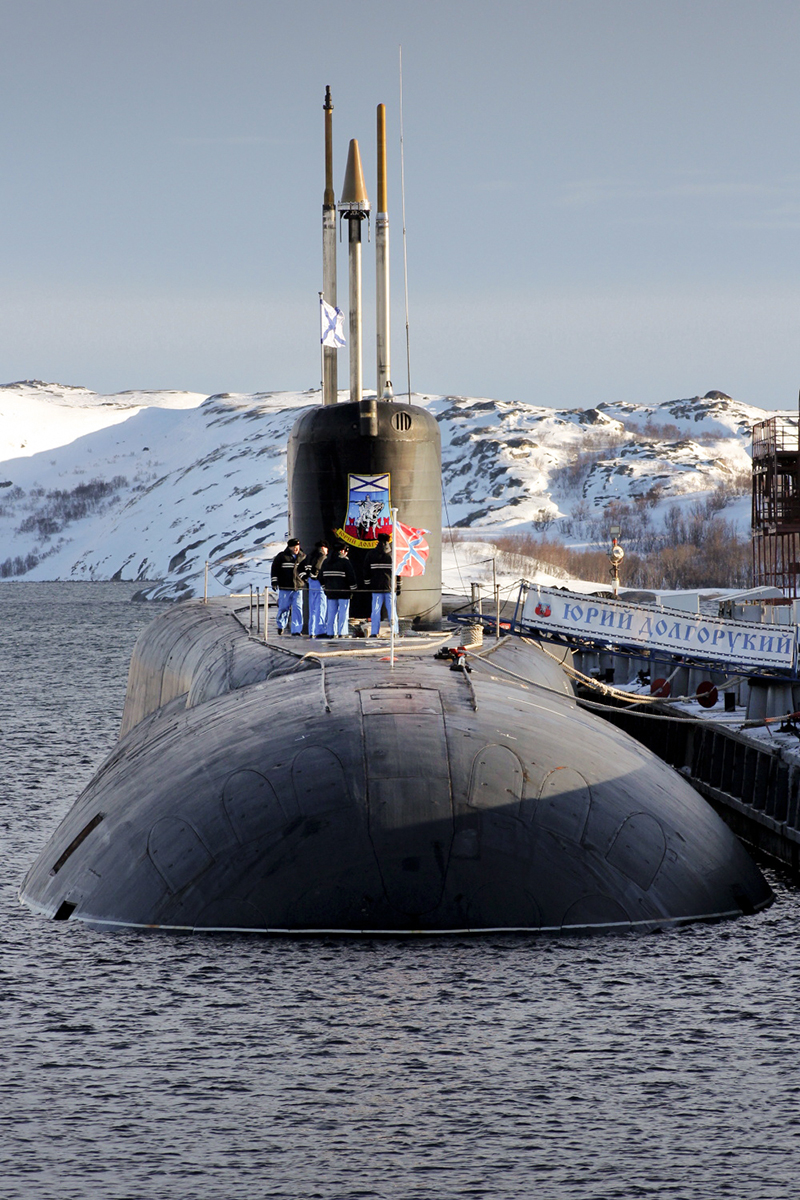
프로젝트 955 보레이형 잠수함

### 원자력 추진 탄도유도탄 잠수함
- 프랑스 해군 - 트리옹팡급 잠수함
- 중국 해군 - 092형 잠수함, 094형 잠수함
- 러시아 해군 - 델타급 잠수함, 타이푼급 잠수함, 보레이급 잠수함
- 영국 해군 - 뱅가드급 잠수함
- 미국 해군 - 오하이오급 잠수함
- 인도 해군 - 아리한트급 잠수함

### 디젤 추진 탄도유도탄 잠수함
- 조선인민군 해군 - 신포급 잠수함, 조선민주주의인민공화국 3천톤급 잠수함
- 대한민국 해군 - 도산 안창호급 잠수함

## 사용중인 SLBM
- 미국 해군 - 트라이던트 II, 58톤, 1990년 배치
- 영국 해군 - 트라이던트 II, 58톤
- 러시아 해군 - RSM-56 불라바, 40톤, 2018년 배치
- 프랑스 해군 - M51 미사일, 52톤, 2010년 배치
- 중국 해군 - JL-2, 42톤, 개발중
- 인도 해군 - 아그니 3, 44톤, 개발중
- 조선인민군 해군 - 북극성 계열 미사일, 2016년 배치
- 대한민국 해군 - 현무 4-4, 2021년 실험 완료

다른 나라들은 한가지 모델을 개량하는 반면에, 러시아는 R-29RMU 이외에도 다른 종류의 SLBM을 병행해서 배치하고 있다.

## 같이 보기
- SSN (잠수함)